# Чемпионат Болгарии по футболу 2020/2021
Чемпионат Болгарии по футболу 2020/2021, или Первая профессиональная футбольная лига 2020/2021 (болг. Първа професионална футболна лига 2020/2021), — 97-й по счёту сезон высшего дивизиона системы футбольных лиг Болгарии. Проводился при финансовой поддержке титульного спонсора букмекерской компании «efbet» и официально именовался efbet Лига 2020/2021. 
Сезон должен был начаться 24 июля 2020 года, однако из-за вспышки пандемии COVID-19 старт был перенесён на 7 августа.
Чемпионский титул защищал разградский «Лудогорец». Выиграв 10-й титул в истории, «орлы» завоевали право представлять страну в Лиге чемпионов УЕФА 2021/2022. Софийский ЦСКА, как обладатель Кубка Болгарии 2020/21, а также пловдивский «Локомотив» и «Арда» из Кырджали, ставшие соответственно второй и четвёртой командами первенства, получили места в Лиге конференций УЕФА 2021/2022.

## Нововведения
По окончании регулярного сезона и перед началом второй стадии чемпионата была внедрена система видеопомощи арбитрам (VAR), которая впервые была применена 3 мая 2021 года в матче между ЦСКА и «Ардой».

## Влияние COVID-19 на чемпионат

### Посещаемость матчей
Изначально предполагалось, что как минимум до 31 августа 2020 года все игры чемпионата пройдут без зрителей, однако в начале августа это ограничение было смягчено, что позволило проводить матчи при 50 %-ной заполняемости трибун стадиона. В ряде СМИ сообщалось, что такое решение было принято под давлением групп активных болельщиков, а непоследовательность действий правительства в этом вопросе, в свою очередь, подверглась критике. 27 октября 2020 года министр здравоохранения страны Костадин Ангелов издал указ, согласно которому с 29 октября по 12 ноября все матчи должны проходить без болельщиков; 12 ноября 2020 года запрет на присутствие зрителей был продлён как минимум до 30 ноября. В конце ноября 2020 года министр молодёжи и спорта Красен Кралев заявил о том, что вопрос о возвращении болельщиков на стадионы не будет рассматриваться до марта 2021 года. Весной 2021 года было принято решение о возможности заполнения стадионов зрителями с 24 апреля в количестве не более 30 % от их вместимости; 19 мая 2021 года эта величина была увеличена до 50 %.

### Инциденты
Незадолго до старта первенства страны два игрока «Лудогорца» сдали положительные тесты на коронавирус.
В сентябре 2020 года региональными органами здравоохранения в Велико-Тырново вся команда «Этыр» была помещена в карантин в связи с тем, что пятеро её футболистов и двое сотрудников сдали положительные ПЦР-тесты. Позднее полная изоляция команды была снята, и матч с «Локомотивом» состоялся в назначенную дату.
Матч между «Ардой» и «Лудогорцем», запланированный на 4 октября 2020 года, был перенесён из-за того, что тесты более чем 10 футболистов команды из Кырджали, а также тренер сдали положительные тесты на коронавирус.
В марте 2021 года началась массовая вакцинация футболистов и персонала клубов.

## Изменение
По итогам прошлого сезона во Вторую лигу выбыли клубы:
- «Дунав (футбольный клуб)» (Русе);
- «Витоша» (Бистрица).

По результатам Второй лиги в Первую вышли клубы:
- «ЦСКА 1948» (София);
- «Монтана».

### Стадионы
Представлена информация о географии участников турнира с указанием для каждого стадиона его вместимости, изображения, места на карте Болгарии. Стадионы отсортированы по вместимости по убыванию.
| ЦСКА 1948           | Славия | Левски | ЦСКА (София)        |
| ------------------- | --- | --- | ------------------- |
| Васил Левски        | Александр Шаламанов | Георгий Аспарухов | Болгарска Армия     |
| Вместимость: 43 230 | Вместимость: 25 556 | Вместимость: 25 000 | Вместимость: 22 995 |
|                     | | |                     |
| Этыр                | Локомотив | Берое | Ботев (Враца)       |
| Ивайло              | Локомотив | Берое | Христо Ботев        |
| Вместимость: 15 000 | Вместимость: 13 220 | Вместимость: 12 128 | Вместимость: 12 000 |
|                     | | |                     |
| Арда                | София Арда Берое Ботев (Вр) Ботев (Пл), · Локомотив Лудогорец Монтана Царско село Черно море Этыр Команды из Софии: Левски, Славия, ЦСКА, ЦСКА 1948 | София Арда Берое Ботев (Вр) Ботев (Пл), · Локомотив Лудогорец Монтана Царско село Черно море Этыр Команды из Софии: Левски, Славия, ЦСКА, ЦСКА 1948 | Лудогорец           |
| Арена Арда          | София Арда Берое Ботев (Вр) Ботев (Пл), · Локомотив Лудогорец Монтана Царско село Черно море Этыр Команды из Софии: Левски, Славия, ЦСКА, ЦСКА 1948 | София Арда Берое Ботев (Вр) Ботев (Пл), · Локомотив Лудогорец Монтана Царско село Черно море Этыр Команды из Софии: Левски, Славия, ЦСКА, ЦСКА 1948 | Лудогорец Арена     |
| Вместимость: 11 114 | София Арда Берое Ботев (Вр) Ботев (Пл), · Локомотив Лудогорец Монтана Царско село Черно море Этыр Команды из Софии: Левски, Славия, ЦСКА, ЦСКА 1948 | София Арда Берое Ботев (Вр) Ботев (Пл), · Локомотив Лудогорец Монтана Царско село Черно море Этыр Команды из Софии: Левски, Славия, ЦСКА, ЦСКА 1948 | Вместимость: 10 422 |
|                     | София Арда Берое Ботев (Вр) Ботев (Пл), · Локомотив Лудогорец Монтана Царско село Черно море Этыр Команды из Софии: Левски, Славия, ЦСКА, ЦСКА 1948 | София Арда Берое Ботев (Вр) Ботев (Пл), · Локомотив Лудогорец Монтана Царско село Черно море Этыр Команды из Софии: Левски, Славия, ЦСКА, ЦСКА 1948 |                     |
| Черно море          | Монтана | Ботев (Пловдив) | Царско село         |
| Тича                | Огоста | Ботев 1912 | Царско село         |
| Вместимость: 8 250  | Вместимость: 6 000 | Вместимость: 4 000 | Вместимость: 1 550  |
|                     | | |                     |

## Турнирная таблица

### Регулярный сезон
В течение регулярного сезона каждая из команд сыграла со своими соперниками по два раза: дома и в гостях.

| Поз | Команда         | И  | В  | Н  | П  | МЗ | МП | РМ  | О  | Квалификация                                |
| --- | --------------- | -- | -- | -- | -- | -- | -- | --- | -- | ------------------------------------------- |
| 1   | Лудогорец       | 26 | 20 | 4  | 2  | 59 | 18 | +41 | 64 | Чемпионская группа                          |
| 2   | Локомотив       | 26 | 15 | 7  | 4  | 41 | 19 | +22 | 52 | Чемпионская группа                          |
| 3   | ЦСКА            | 26 | 14 | 8  | 4  | 39 | 20 | +19 | 50 | Чемпионская группа                          |
| 4   | Арда            | 26 | 12 | 9  | 5  | 36 | 29 | +7  | 45 | Чемпионская группа                          |
| 5   | ЦСКА 1948       | 26 | 10 | 8  | 8  | 34 | 30 | +4  | 38 | Чемпионская группа                          |
| 6   | Берое           | 26 | 10 | 7  | 9  | 38 | 28 | +10 | 37 | Чемпионская группа                          |
| 7   | Черно море      | 26 | 10 | 7  | 9  | 27 | 25 | +2  | 37 | Группа за попадание в Лигу Конференций УЕФА |
| 8   | Царско село     | 26 | 9  | 7  | 10 | 29 | 27 | +2  | 34 | Группа за попадание в Лигу Конференций УЕФА |
| 9   | Левски          | 26 | 7  | 7  | 12 | 25 | 27 | −2  | 28 | Группа за попадание в Лигу Конференций УЕФА |
| 10  | Ботев (Пловдив) | 26 | 5  | 9  | 12 | 25 | 46 | −21 | 24 | Группа за попадание в Лигу Конференций УЕФА |
| 11  | Славия          | 26 | 6  | 5  | 15 | 19 | 40 | −21 | 23 | Группа вылета                               |
| 12  | Ботев (Враца)   | 26 | 6  | 4  | 16 | 26 | 39 | −13 | 22 | Группа вылета                               |
| 13  | Этыр            | 26 | 4  | 10 | 12 | 20 | 45 | −25 | 22 | Группа вылета                               |
| 14  | Монтана         | 26 | 4  | 8  | 14 | 21 | 46 | −25 | 20 | Группа вылета                               |

### Чемпионская группа
Команды, занявшие по итогам регулярного сезона места с 1-го по 6-е, разыграли чемпионский титул, путёвку в первый квалификационный раунд Лиги чемпионов УЕФА 2021/2022, две путёвки во второй квалификационный раунд Лиги конференций УЕФА 2021/2022, а также одну путёвку, дающую право принять участие в матче за попадание в раунд плей-офф Лиги конференций УЕФА 2021/2022 с победителем группы за попадание в Лигу Конференций УЕФА.
Результаты по итогам регулярного сезона были полностью сохранены. Каждый из шести клубов сыграл со своими соперниками по одному матчу.
4 мая 2021 года «Лудогорец», обыграв в первом туре чемпионской группы «Берое» со счётом 3:1, стал недосягаем для соперников, вследствие чего завоевал 10-й титул подряд и получил право представлять страну в Лиге чемпионов УЕФА 2021/2022. Путёвки в Лигу конференций УЕФА 2021/2022 завоевали ставший 2-м «Локомотив», а также ставший обладателем национального Кубка и занявший 3-е место в чемпионате ЦСКА. 4-е место в чемпионской группе дало право «Арде» принять участие в матче за попадание в Лигу Конференций УЕФА.
| Поз | Команда       | И  | В  | Н  | П  | МЗ | МП | РМ  | О  | Квалификация                                                |
| --- | ------------- | -- | -- | -- | -- | -- | -- | --- | -- | ----------------------------------------------------------- |
| 1   | Лудогорец (Ч) | 31 | 22 | 4  | 5  | 69 | 29 | +40 | 70 | Первый квалификационный раунд Лиги чемпионов УЕФА 2021/22   |
| 2   | Локомотив     | 31 | 17 | 10 | 4  | 48 | 23 | +25 | 61 | Второй квалификационный раунд Лиги конференций УЕФА 2021/22 |
| 3   | ЦСКА          | 31 | 17 | 8  | 6  | 46 | 24 | +22 | 59 | Второй квалификационный раунд Лиги конференций УЕФА 2021/22 |
| 4   | Арда (П/О)    | 31 | 13 | 11 | 7  | 42 | 37 | +5  | 50 | Матч за попадание в Лигу Конференций УЕФА                   |
| 5   | ЦСКА 1948     | 31 | 12 | 11 | 8  | 41 | 34 | +7  | 47 |                                                             |
| 6   | Берое         | 31 | 10 | 9  | 12 | 42 | 38 | +4  | 39 |                                                             |

### Группа за попадание в Лигу Конференций УЕФА
Команды, занявшие по итогам регулярного сезона места с 7-го по 10-е, разыграли одну путёвку, дающую право принять участие в матче за попадание в раунд плей-офф Лиги конференций УЕФА 2021/22 с 4-й командой чемпионской группы.
Результаты по итогам регулярного сезона были полностью сохранены. Каждый из четырёх клубов сыграл со своими соперниками по два матча: дома и в гостях.
| Поз | Команда         | И  | В  | Н  | П  | МЗ | МП | РМ  | О  | Квалификация                              |
| --- | --------------- | -- | -- | -- | -- | -- | -- | --- | -- | ----------------------------------------- |
| 1   | Черно море      | 32 | 12 | 9  | 11 | 37 | 34 | +3  | 45 | Матч за попадание в Лигу Конференций УЕФА |
| 2   | Левски          | 32 | 11 | 8  | 13 | 34 | 32 | +2  | 41 |                                           |
| 3   | Царско село     | 32 | 9  | 10 | 13 | 33 | 39 | −6  | 37 |                                           |
| 4   | Ботев (Пловдив) | 32 | 7  | 11 | 14 | 34 | 52 | −18 | 32 |                                           |

#### Матч за попадание в Лигу Конференций УЕФА
В матче приняли участие команда, занявшая 4-е место в чемпионской группе, а также победитель группы за попадание в Лигу Конференций УЕФА.
Благодаря единственному голу Ивана Коконова, забитому на 18-й минуте встречи, путёвку во второй квалификационный раунд Лиги конференций УЕФА 2021/22 завоевала «Арда» из Кырджали.
| Арда        | 1:0   | Черно море |
| ----------- | ----- | ---------- |
| Коконов 18′ | Отчёт |            |

### Группа вылета
Команды, занявшие по итогам регулярного сезона места с 11-го по 14-е, разыграли право сохранить прописку в Первой лиге. Две худшие команды автоматически вылетали во Вторую лигу, третья команда с конца турнирной таблицы играла стыковой матч с командой, занявшей третье место по итогам Второй лиги 2020/21 (без учёта фарм-клубов участников Первой лиги).
Результаты по итогам регулярного сезона были полностью сохранены. Каждый из четырёх клубов сыграл со своими соперниками по два матча.
| Поз | Команда             | И  | В | Н  | П  | МЗ | МП | РМ  | О  | Квалификация или выбывание              |
| --- | ------------------- | -- | - | -- | -- | -- | -- | --- | -- | --------------------------------------- |
| 1   | Славия              | 32 | 9 | 7  | 16 | 28 | 44 | −16 | 34 |                                         |
| 2   | Ботев (Враца) (П/О) | 32 | 8 | 6  | 18 | 31 | 45 | −14 | 30 | Стыковой матч Первая лига — Вторая лига |
| 3   | Монтана (В)         | 32 | 6 | 10 | 16 | 26 | 52 | −26 | 28 | Выбывание во Вторую лигу                |
| 4   | Этыр (В)            | 32 | 6 | 10 | 16 | 25 | 53 | −28 | 28 | Выбывание во Вторую лигу                |

1. 1 2  Количество очков в личных встречах: Монтана 10, Этыр 1.

#### Стыковой матч Первая лига — Вторая лига
В матче приняли участие команда, занявшая 3-е с конца место в группе вылета, а также 3-я команда по результатам Второй лиги 2020/2021.
Гол Христо Златинского, забитый во 2-м тайме с пенальти, позволил «Ботеву» из Врацы сохранить прописку в Первой лиге на следующий сезон.
| Ботев (Враца)         | 1:0   | Септември |
| --------------------- | ----- | --------- |
| Златинский 76′ (пен.) | Отчёт |           |

## Статистика

### Бомбардиры
| М | Игрок           | Клуб              | Голы |
| - | --------------- | ----------------- | ---- |
| 1 | Клаудиу Кешеру  | Лудогорец         | 18   |
| 2 | Атанас Илиев    | Ботев (Пловдив)   | 16   |
| 3 | Матиас Курёр    | Черно море        | 15   |
| 4 | Мартин Камбуров | ЦСКА 1948 / Берое | 14   |
| 5 | Димитар Илиев   | Локомотив         | 13   |
| 6 | Преслав Боруков | Этыр              | 12   |
| 7 | Алиун Фалль     | Берое             | 10   |